# Geonoma cuneata
Geonoma cuneata är en enhjärtbladig växtart som beskrevs av Hermann Wendland och Richard Spruce. Geonoma cuneata ingår i släktet Geonoma och familjen Arecaceae.

## Underarter
Arten delas in i följande underarter:
- G. c. cuneata
- G. c. procumbens
- G. c. sodiroi